# Mia (nome)
Mia  è un nome proprio di persona italiano femminile.

## Varianti in altre lingue
- Spagnolo: Mía

## Origine e diffusione
Si tratta di un ipocoristico tedesco, scandinavo e olandese del nome Maria tipico di diverse lingue germaniche, di cui è anche la forma frisone.
È diffuso, oltre che nelle lingue di origine, anche in inglese, spagnolo e italiano, lingua nella quale coincide con l'aggettivo possessivo "mia".
In Italia, è stabile nella top 50 dal 2012 nei nomi più assegnati alle bambine.

## Onomastico
Il nome è adespota, non essendoci sante che lo portano. L'onomastico pertanto ricade il 1º novembre, giorno di Ognissanti o, eventualmente, il 12 settembre, lo stesso giorno del nome Maria.

## Persone

Mia Martini

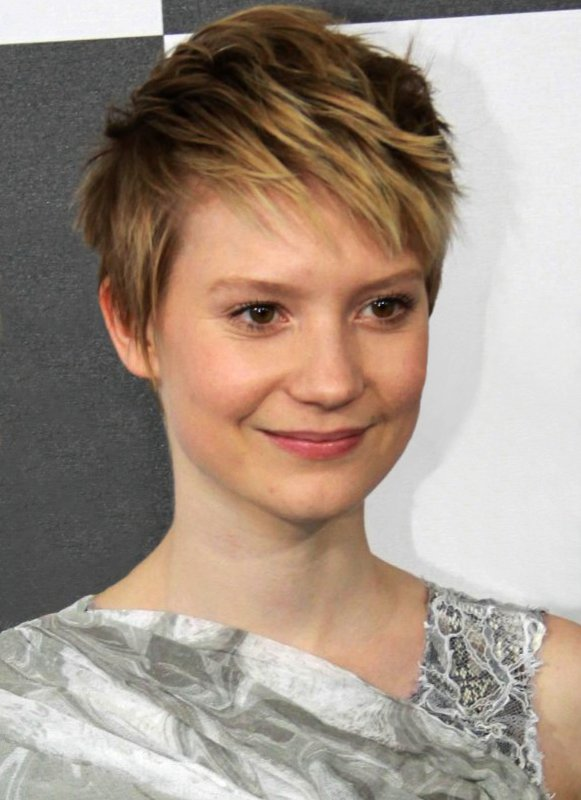
Mia Wasikowska

- Mia Campo Bagatin, hockeista su ghiaccio italiana
- Mia Ceran, giornalista e conduttrice televisiva italiana
- Mia Doi Todd, cantante e musicista statunitense
- Mia Farrow, attrice statunitense
- Mia Jerkov, pallavolista croata
- Mia Khalifa, ex attrice pornografica libanese naturalizzata statunitense
- Mia Kirshner, attrice canadese
- Mia Hamm, calciatrice statunitense
- Mia Hansen-Løve, regista e sceneggiatrice francese
- Mia Ikumi, fumettista giapponese
- Mia Martini, cantante italiana
- Mia May, attrice austriaca
- Mia Molinari, ballerina italiana
- Mia Rose, cantautrice inglese naturalizzata portoghese
- Mia Santoromito, pallanuotista australiana
- Mia Sara, attrice statunitense
- Mia Tyler, stilista, attrice e avvocatessa statunitense
- Mia Wasikowska, attrice australiana

### Variante Mía
- Mía Maestro, attrice argentina
- Mía Taveras, modella dominicana

## Il nome nelle arti
- Mia Colucci è una dei quattro protagonisti della telenovela argentina Rebelde Way, creata da Cris Morena.
- Mia Dolan è la protagonista del film del 2016 La La Land, diretto da Damien Chazelle.
- Mia Fey è un personaggio della serie di videogiochi Ace Attorney.
- Mia Mantogrigio è un personaggio dell'universo di Warcraft.
- Mia Thermopolis è un personaggio del film del 2001 Pretty Princess, diretto da Garry Marshall.
- Mia Toretto è un personaggio della serie di film Fast and Furious.
- Mia Wallace è un personaggio del film del 1994 Pulp Fiction, diretto da Quentin Tarantino.
- Mía Novoa é un personaggio della serie televisiva Grachi.